# Milana Mišić
Laila Anna-Maria Milana Mišić-Puukari (født 23. oktober 1970 i Espoo) er en finsk sangerinde og optiker. Hun er datter af afdøde sangerinde Laila Kinnunen og den kroatisk-jugoslaviske sanger Milan "Mišo" Mišić.
Milana Mišić har udgivet flere album, deriblandt to, hvor hun synger moderens sange. Hendes forhold til sin mor var ikke altid så varmt, især efter at Laila Kinnunens sidste samlever ikke havde en særlig god kemi med Milana.[kilde mangler]